# Leyton Orient
Leyton Orient (offiziell: Leyton Orient Football Club) – auch bekannt als The O’s – ist ein englischer Fußballverein aus dem Osten Londons. Die Heimspiele werden im Gaughan Group Stadium im Stadtteil Leyton ausgetragen. Seit der Saison 2023/24 tritt der Verein in der drittklassigen EFL League One an.

## Geschichte
Der Verein wurde 1881 von Studenten des Homerton Theological College gegründet. Nachdem sich 1888 einige Mitarbeiter der Reederei Orient Shipping Line dem Verein anschlossen, benannte er sich in Orient Football Club um. 1898 folgte eine weitere Umbenennung in Clapton Orient, die bis 1946 Gültigkeit hatte. Seither heißt der Verein Leyton Orient, mit einer Unterbrechung von 1966 bis 1987, als auch das Leyton aus dem Vereinsnamen gestrichen war.
Nachdem die ersten zwanzig Jahre unterklassig gespielt wurden, erfolgte 1905 die Aufnahme in die Football League, wo die O’s seither auch überwiegend in den unteren Profiligen zu Hause waren. Lediglich 1962/63 war man für ein Jahr in der First Division, der damals höchsten englischen Spielklasse vertreten.
Aufsehen erregte Leyton Orient dann nur noch 1978, als man das Halbfinale des FA Cups erreichte und auf dem Weg dorthin die Erstligisten Norwich City (1:0 auswärts im Wiederholungsspiel), den FC Chelsea (2:1 auswärts im Wiederholungsspiel) sowie den FC Middlesbrough (2:1 zu Hause im Wiederholungsspiel) ausschalten konnte. Im Semifinale am 8. April 1978 gab es auf neutralem Grund an der Stamford Bridge dann allerdings ein klares 0:3 gegen den FC Arsenal. Der bisher höchste Zuschauerzuspruch stammte jedoch nicht aus dieser Pokalserie, sondern wurde am 25. Januar 1964 im FA-Cup-Spiel gegen West Ham United erzielt, als 34.345 Besucher an die Brisbane Road kamen. Am 20. Februar 2011 erreichte Leyton Orient im FA-Cup erneut ein überraschendes 1:1 gegen den FC Arsenal und zwang damit den Favoriten zu einem Wiederholungsspiel.
Seit 1976 wird das heutige Vereinszeichen verwendet, in dem zwei Wyvern dargestellt sind, die sich auf einen Fußball abgestützt entgegenblicken und die Verbindung des Vereins zur Stadt London und dem Meer symbolisieren sollen.
Nach elf Jahren in der untersten englischen Profiliga gelang Leyton Orient 2006 als Tabellendritter der Aufstieg in die Football League One.
Am 21. Januar 2009 wurde der langjährige Trainer Martin Ling entlassen, nachdem Leyton Orient mit nur 22 Punkten in 25 Spielen in arge Abstiegsnöte geriet.
Am 22. April 2017 besiegelte eine 0:3-Niederlage bei Crewe Alexandra den Abstieg in die National League und somit nach 112 Profi-Jahren den Gang in den Amateurbereich.
Nach der Saison 2018/2019 gelang jedoch die Rückkehr in den Profifußball.

## Ligazugehörigkeit
- 1905–1929: Football League Second Division
- 1929–1956: Football League Third Division
- 1956–1962: Football League Second Division
- 1962–1963: Football League First Division
- 1963–1966: Football League Second Division
- 1966–1970: Football League Third Division
- 1970–1982: Football League Second Division
- 1982–1985: Football League Third Division
- 1985–1989: Football League Fourth Division
- 1989–1992: Football League Third Division
- 1992–1995: Football League Second Division
- 1995–2004: Football League Third Division
- 2004–2006: Football League Two
- 2006–2015: Football League One
- 2015–2017: Football League Two / EFL League Two
- 2017–2019: National League
- 2019–2023: EFL League Two
- seit 2023: EFL League One

## Ehemalige Trainer
- Jimmy Bloomfield
- Paul Brush
- Johnny Carey
- Alberto Cavasin
- Frank Clark
- Peter Eustace
- Dick Graham
- Pat Holland
- Kenny Jackett
- Fabio Liverani
- Neil McBain
- Mauro Milanese
- Kevin Nolan
- Ömer Rıza
- Dave Sexton
- Russell Slade
- Alec Stock
- Chris Turner
- Paul Went
- Geraint Williams
- Justin Edinburgh
- Carl Fletcher

## Nationalspieler
Folgende Spieler kamen während ihrer Vereinszugehörigkeit zu A-Länderspieleinsätzen (Stand Juli 2017):
- John Townrow (2 Länderspiele, 1925–1926)
- Owen Williams (2 Länderspiele, 1923)
- Ciaran Toner (2 Länderspiele, 2003)
- Tony Grealish (7 Länderspiele, 1976–1979)
- Tom Evans (3 Länderspiele, 1927–1928)
- Glyn Garner (1 Länderspiel, 2006)
- Edward Lawrence (1 Länderspiel, 1930)
- Malcolm Lucas (4 Länderspiel, 1962–1963)
- Thomas Mills (2 Länderspiele, 1934)
- Ernest Morley (3 Länderspiele, 1929)
- Philip Woosnam (1 Länderspiel, 1958)
- Matthew Joseph (2 Länderspiele, 2000)
- Jason Demetriou (3 Länderspiele, 2009)
- Gabriel Zakuani (1 Länderspiel, 2005)
- Christopher Zoricich (3 Länderspiele, 1992)
- Tunji Banjo (7 Länderspiele, 1980–1981)
- John Chiedozie (7 Länderspiele, 1980–1981)
- Jobi McAnuff (16 Länderspiele, 2014–2016)
- Macauley Bonne (2 Länderspiele, 2017)